# Parque nacional Islas Whitsunday
El parque nacionalIslas Whitsunday es un parque nacional en Queensland (Australia), ubicado a 926 km al noroeste de Brisbane.
Las islas Whitsundays son unas 70 islas ubicadas en la Gran Barrera de Coral, se pueden observar los corales, aves migratorias, ballenas (entre mayo y septiembre), además de disfrutar hermosas bahías y playas, como la Whitehaven Beach, de arena blanca y aguas cristalinas Algunas de las islas poseen un denso bosque seco tropical que puede ser explorado.
Se trata de los picos de una cadena montañosa que fue separada del continente hace unos 10 000 años debido al aumento en el nivel de las aguas.
La región fue antiguamente habitada por el pueblo aborigen Ngaro. cuyas raíces en la zona se pueden seguir hasta por lo menos 8.000 años.
Las islas que conforman el parque nacional son Arkhurst, Bird, Black, Border, Buddibuddi, Cid, Deloraine, Dumbell, Dungurra, Edward, Esk, Gungwiya, Harold, Haslewood, Henning, Hook, Ireby, Langford, Lupton, Nicolson, Nunga, Perseverance, Plum Pudding, Sillago, Surprise Rock, Teague, Whitsunday, Wirrainbeia, Workington, Yerumbinna y las Islas Yiundalla.
El Parque Nacional Islas Whitsunday forma parte de la Gran Barrera de Coral, Patrimonio de la Humanidad en Australia según la Unesco.
Véase también: Parque Nacional Islas Molle | Parque Nacional Islas Lindeman | Parque Nacional Isla Gloucester | Parque Nacional Isla Repulse | Zonas protegidas de Queensland
- Datos: Q441861
- Multimedia: Whitsunday Islands National Park / Q441861